# Dänisches Rotes Kreuz

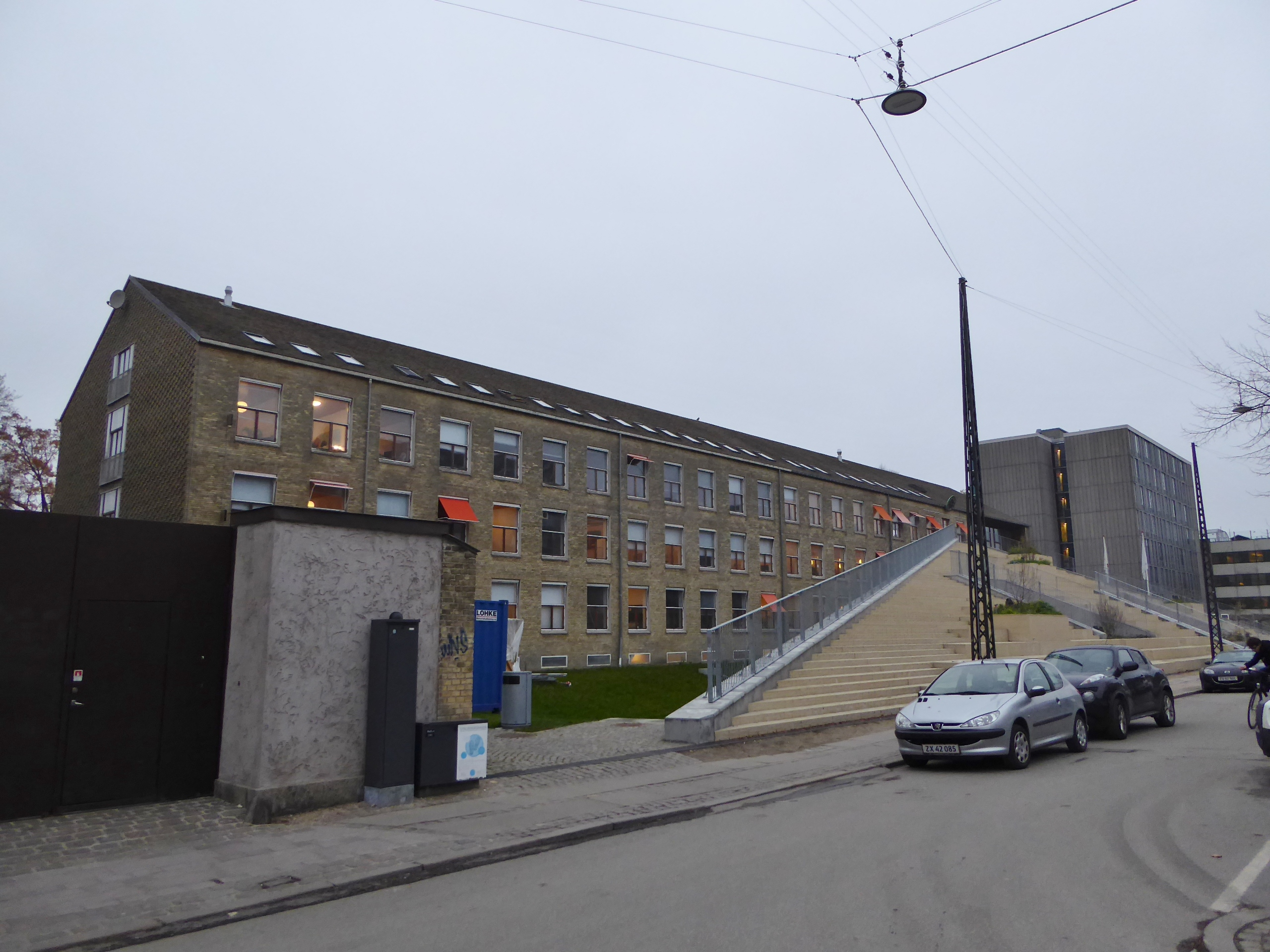
Der Hauptsitz des Dänischen Roten Kreuzes in Kopenhagen

Das Dänische Rote Kreuz (dänisch Dansk Røde Kors) ist nach den Genfer Abkommen von 1949 die nationale Rotkreuz-Gesellschaft im Königreich Dänemark und als solches Teil der Internationalen Rotkreuz- und Rothalbmond-Bewegung inklusive der Anerkennung ihrer sieben Grundsätze. Der Sitz ist in der Hauptstadt Kopenhagen.

## Geschichte

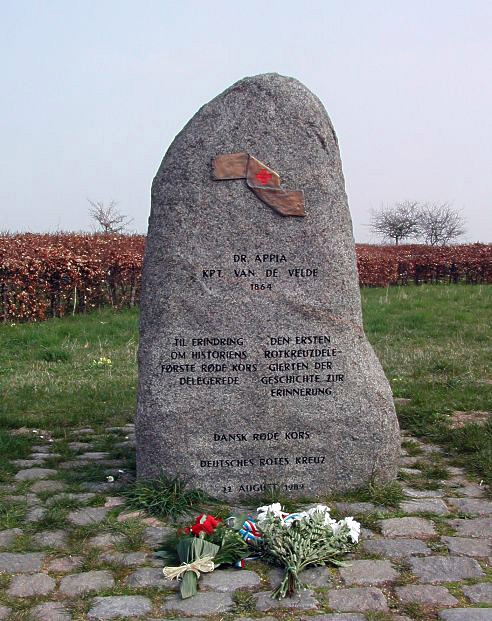
Gedenkstein zum Gedenken an die erste Verwendung des Rotkreuz-Symbols in einem bewaffneten Konflikt während der Schlacht von Dybbøl (Dänemark) im Jahr 1864

Das Internationale Komitee vom Roten Kreuz, die Mutterorganisation des Dänischen Roten Kreuzes, war während des Deutsch-Dänischen Krieg 1864 in Dänemark aktiv, des ersten Krieges, an dem die Organisation teilnahm.
Das heutige Dänische Rote Kreuz geht auf die Gründung des Vereins für die Pflege der Kranken und Verwundeten unter Kriegsbedingungen (dänisch Foreningen af syge og såredes pleje under krigsforhold) zurück, der am 27. April 1875 gegründet wurde.
Von März 1951 bis August 1953 betrieb das Dänische Rote Kreuz das Hospitalschiff Jutlandia, um während des Koreakrieges die medizinische Versorgung der Zivilbevölkerung in Südkorea zu gewährleisten.

### Vorsitzende und Präsidenten
| Zeitraum    | Vorsitzender                                    |
| ----------- | ----------------------------------------------- |
| 1875 – 1876 | Ludvig Henrik Carl Herman Holstein-Holsteinborg |
| 1876 – 1896 | Christian Albert Frederic Thomsen               |
| 1896 – 1903 | S.V.V. von Pfaff                                |
| 1903 – 1907 | Johannes Zeuthen Schroll                        |
| 1907 – 1911 | C.H. Arendrup                                   |
| 1911 – 1913 | Carl Gustav Balle                               |
| 1913 – 1914 | Louis Carl Frederik Lütken                      |
| 1914 – 1917 | S. Meyer                                        |
| 1917 – 1921 | Harald Høffding                                 |
| 1921 – 1932 | Christian Magdalus Thestrup Cold                |
| 1932 – 1945 | Johan Keller Bülow                              |
| 1946 – 1949 | Kai Hammerich                                   |

1949 wurde der Titel in Präsident geändert, wie der bei den meisten Rotkreuzgesellschaften der Welt verwendet wird.
| Zeitraum    | Präsident             |
| ----------- | --------------------- |
| 1949 – 1950 | Kai Hammerich         |
| 1950 – 1956 | Hans Marius Hansen    |
| 1956 – 1961 | Louis le Maire        |
| 1961 – 1968 | Johannes Frandsen     |
| 1968 – 1976 | Erik Husfeldt         |
| 1976 – 1988 | Erik Stampe           |
| 1988 – 1993 | Francis Zachariae     |
| 1993 – 1997 | Christian Kelm-Hansen |
| 1997 – 2005 | Freddy Karup Pedersen |
| 2005 – 2009 | Bodil Nyboe Andersen  |
| 2010 – 2014 | Susanne Larsen        |
| 2014 – 2017 | Hanna Line Jakobsen   |
| 2017 – 2022 | Sven Bak-Jensen       |
| seit 2022   | Jette Joan Runchel    |

## Organisation

### National
Das Rote Kreuz ist eine demokratische Mitgliedsorganisation, die aus mehr als 200 lokalen Abteilungen besteht, von denen jeder einen Verwaltungsrat hat.

### International
- Färöer: Färöisches Rotes Kreuz
- Grönland: Grönländisches Rotes Kreuz

## Aufgaben
In Dänemark betreibt das Rote Kreuz seit 1984 Asylzentren, wo sie für die humanitären und handwerklichen Aufgaben zuständig sind, während die Ausländerbehörden über die konkreten Asylanträge entscheiden. Neben der Arbeit in den Asylzentren übernehmen die vielen Freiwilligen des Vereins auch Aufgaben im Besuchsdienst, als Sanitäter und geben Erste-Hilfe-Kurse.
Das Dänische Rote Kreuz hält im Rahmen seiner Katastrophenhilfe mehrere Emergency Response Units für Auslandseinsätze vor.